# Episodi di Will & Grace (decima stagione)
La decima stagione della sit-com Will & Grace, composta da 18 episodi, è stata trasmessa negli Stati Uniti su NBC dal 4 ottobre 2018 al 4 aprile 2019.
In Italia, la stagione è andata in onda su Joi dal 29 marzo al 24 maggio 2019. In chiaro è stata trasmessa su Italia 1 dall'8 giugno al 18 giugno 2021 nel day-time.
| n° | Titolo originale                    | Titolo italiano                  | Prima TV USA     | Prima TV Italia |
| -- | ----------------------------------- | -------------------------------- | ---------------- | --------------- |
| 1  | The West Side Curmudgeon            | Il bisbetico del West Side       | 4 ottobre 2018   | 29 marzo 2019   |
| 2  | Where in the World is Karen Walker? | Dov'è finita Karen Walker?       | 11 ottobre 2018  | 29 marzo 2019   |
| 3  | Tex and the City                    | Nonno Jack                       | 18 ottobre 2018  | 5 aprile 2019   |
| 4  | Who's Sorry Now?                    | Il passato ritorna               | 25 ottobre 2018  | 5 aprile 2019   |
| 5  | Grace's Secret                      | Il segreto di Grace              | 1º novembre 2018 | 12 aprile 2019  |
| 6  | Kid 'n Play                         | Figli e segreti                  | 15 novembre 2018 | 12 aprile 2019  |
| 7  | So Long, Division                   | Addio separazioni                | 29 novembre 2018 | 19 aprile 2019  |
| 8  | Anchor Away                         | Si parte                         | 6 dicembre 2018  | 19 aprile 2019  |
| 9  | Family, Trip                        | Viaggio di famiglia              | 31 gennaio 2019  | 26 aprile 2019  |
| 10 | Dead Man Texting                    | SMS da un uomo morto             | 7 febbraio 2019  | 26 aprile 2019  |
| 11 | The Scales of Justice               | La bilancia della giustizia      | 14 febbraio 2019 | 3 maggio 2019   |
| 12 | The Pursuit of Happiness            | La ricerca della felicità        | 21 febbraio 2019 | 3 maggio 2019   |
| 13 | The Real McCoy                      | Il vero McCoy                    | 28 febbraio 2019 | 10 maggio 2019  |
| 14 | Supreme Courtship                   | Un assiduo corteggiamento        | 7 marzo 2019     | 10 maggio 2019  |
| 15 | Bad Blood                           | Legami di famiglia               | 14 marzo 2019    | 17 maggio 2019  |
| 16 | Conscious Coupling                  | Unioni consapevoli               | 21 marzo 2019    | 17 maggio 2019  |
| 17 | The Things We Do for Love           | Le cose che facciamo per amore   | 28 marzo 2019    | 24 maggio 2019  |
| 18 | Jack's Big Gay Wedding              | Il grasso matrimonio gay di Jack | 4 aprile 2019    | 24 maggio 2019  |

## Il bisbetico del West Side
- Titolo originale: The West Side Curmudgeon
- Diretto da: James Burrows
- Scritto da: John Quaintance

### Trama
- Guest star:
- Ascolti USA: telespettatori

## Dov'è finita Karen Walker?
- Titolo originale: Where in the World is Karen Walker?
- Diretto da: James Burrows
- Scritto da: Adam Barr

### Trama
- Guest star:
- Ascolti USA: telespettatori

## Nonno Jack
- Titolo originale: Tex and the City
- Diretto da: James Burrows
- Scritto da: Tracy Poust e Jon Kinnally

### Trama
- Guest star:
- Ascolti USA: telespettatori

## Chi è il tuo paparino?
- Titolo originale: Who's Your Daddy
- Diretto da: James Burrows
- Scritto da: John Quaintance

### Trama
- Guest star:
- Ascolti USA: telespettatori

## Il passato ritorna
- Titolo originale: Who's Sorry Now?
- Diretto da: James Burrows
- Scritto da: Tracy Poust e Jon Kinnally

### Trama
- Guest star:
- Ascolti USA: telespettatori

## Il segreto di Grace
- Titolo originale: Grace's Secret
- Diretto da: James Burrows
- Scritto da: Suzanne Martin

### Trama
- Guest star:
- Ascolti USA: telespettatori

## Figli e segreti
- Titolo originale: Kid 'N Play
- Diretto da: James Burrows
- Scritto da: Suzanne Martin

### Trama
- Guest star:
- Ascolti USA: telespettatori

## Addio separazioni
- Titolo originale: So Long, Division
- Diretto da: James Burrows
- Scritto da: Adam Barr

### Trama
- Guest star:
- Ascolti USA: telespettatori

## Si parte
- Titolo originale: Anchor Away
- Diretto da: James Burrows
- Scritto da: Alex Herschlag

### Trama
- Guest star:
- Ascolti USA: telespettatori

## Viaggio di famiglia
- Titolo originale: Family, Trip
- Diretto da: James Burrows
- Scritto da: Tracy Poust e Jon Kinnally

### Trama
- Guest star:
- Ascolti USA: telespettatori

## SMS da un uomo morto
- Titolo originale: Dead Man Texting
- Diretto da: James Burrows
- Scritto da: Jordan Reddout e Gus Hickey

### Trama
- Guest star:
- Ascolti USA: telespettatori

## La bilancia della giustizia
- Titolo originale: The Scales of Justice
- Diretto da: James Burrows
- Scritto da: Laura Kightlinger

### Trama
- Guest star:
- Ascolti USA: telespettatori

## La ricerca della felicità
- Titolo originale: The Pursuit of Happiness
- Diretto da: James Burrows
- Scritto da: John Quaintance e Adam Barr

### Trama
- Guest star:
- Ascolti USA: telespettatori

## Il vero McCoy
- Titolo originale: The Real McCoy
- Diretto da: James Burrows
- Scritto da: Alex Herschlag

### Trama
- Guest star:
- Ascolti USA: telespettatori

## Un assiduo corteggiamento
- Titolo originale: Supreme Courtship
- Diretto da: James Burrows
- Scritto da: Jordan Reddout e Gus Hickey

### Trama
- Guest star:
- Ascolti USA: telespettatori

## Legami di famiglia
- Titolo originale: Bad Blood
- Diretto da: James Burrows
- Scritto da: Adam Barr

### Trama
- Guest star:
- Ascolti USA: telespettatori

## Unioni consapevoli
- Titolo originale: Conscious Coupling
- Diretto da: James Burrows
- Scritto da: Tracy Poust e Jon Kinnally

### Trama
- Guest star:
- Ascolti USA: telespettatori

## Le cose che facciamo per amore
- Titolo originale: The Things We Do for Love
- Diretto da: James Burrows
- Scritto da: John Quaintance

### Trama
- Guest star:
- Ascolti USA: telespettatori

## Il grasso matrimonio gay di Jack
- Titolo originale: Jack's Big Gay Wedding
- Diretto da: James Burrows
- Scritto da: Alex Herschlag e Suzanne Martin

### Trama
- Guest star:
- Ascolti USA: telespettatori